# El león y la domadora
El león y la domadora es una obra de teatro escrita por el autor cubano Antonio Orlando Rodríguez para la compañía colombiana Mapa Teatro. Fue estrenada en 1998, en Bogotá, por dicho grupo, y publicada al año siguiente, en la misma ciudad, por Taller de Talleres.

## Montaje
Un jurado conformado por destacadas personalidades del medio teatral de América Latina y España selección el proyecto de montaje de la obra El león y la domadora para representar a Colombia en el VI Festival Iberoamericano de Teatro de Bogotá, en 1998.
La obra tuvo su primera representación el 11 de marzo de ese año, producida por la Fundación Mapa Teatro y Festival Iberoamericano de Teatro de Bogotá. La primera temporada se realizó en la sala La Candelaria, de Bogotá, dirigida por Heidi y Rolf Abderhalden, y con el siguiente equipo artístico técnico:
Actuación: Heidi Abderhalden (La Domadora) y Rolf Abderhalden (El León).
Música original de Juan Piñera, interpretada en vivo por Joel Márquez y Tati Manzano.
Diseño de escenografía: Alberto Saldarriaga y Rolf Abderhalden. 
Diseño de vestuario y atrezzo: Elizabeth Abderhalden.
Dirección técnica y diseño de luces: Daniel Demont.
Asistente de dirección artística: José Ignacio Rincón.
Asistente de dirección técnica: Carlos Roberto Franco.
En las notas del programa de mano, Heidi y Rolf Abderhalden escribieron:

"Una noticia singular aparece en la prensa: en el país se encontraba, como parte del elenco de un circo extranjero, una domadora que se vio obligada a emigrar porque se le habían muerto de hambre todos sus leones. Esta domadora solicitaba asilo a nuestro país, pero no le fue otorgado.
El interés de este relato residió, para nosotros, en su dimensión trágica y, a la vez, irrisoria de la condición humana en nuestros días. La temática del exilio con sus dos figuras –la huida y la migración– y el modelo mítico del circo con sus personajes –una domadora y su león, últimos sobrevivientes de ese saber antiguo y ya olvidado de la cultura circense–, nos llevaron a la escritura de una obra sobre esta situación límite.
El león y la domadora transpone el tema en la metáfora del circo y explora su lenguaje en ese universo poético, convergencia de expresiones artísticas múltiples, cuyo encanto milenario radica precisamente en la sorpresa y en la inquietante pregunta-sin-respuesta de la eterna enrancia.
El león y la domadora busca elevar a un plano simbólico esta particular y dolorosa situación de la condición humana contemporánea, en un espectáculo donde el teatro aparece como una tierra de asilo y un último lugar de la ilusión, y la carpa del circo como la posibilidad de una ciudad refugio”.

## Prensa
El león y la domadora se sostiene en una historia muy local de este continente y que logra hacerse universal: una domadora y su fiera viajan en una embarcación a la deriva, y mientras llega el naufragio interiorizan lo vivido. Simbolizan el éxodo, el exilio, el fenómeno de las migraciones y de los desplazados, como emblema del hombre de este fin de siglo.
La obra no tiene adornos, no lleva subtextos. Es escueta, los protagonistas llaman a las cosas por su nombre, abiertamente y sin miramientos.
Además de la palabra –fuerte y sobrecogedora– y el carácter trágico de sus personajes, el montaje tiene la posibilidad de la risa y la ternura. Se construye dentro de la estética que ha caracterizado a Mapa Teatro: un lenguaje objetual, enriquecido con elementos de la memoria colectiva, limpio y lleno de detalles en su escenografía.
Los personajes actúan sobre una tarima circular que gira y es circo, barco, cuerda floja y papel a la deriva. Junto a ellos, dos músicos (percusión y acordeón) imprimen a la escena el carácter alegre y festivo de los ricos, que se siente en la sala, dispuesta como una carpa y adornada con bombillos.
La pieza se estructura en 12 cuadros o números circenses, autónomos los unos de los otros. Luego se les dio el orden final. Un orden que responde más a la motivación particular de este grupo y que de ser el texto escenificado por otros actores resultaría, seguramente, algo distinto, porque El león y la domadora, aunque fue escrito para Mapa Teatro, queda como una obra abierta como material disponible.
“¿Por qué ir en busca de regiones bajo otro sol? ¿Es huir de sí mismo huir de su país?”, se preguntaba Horacio. Y su contemporáneo, Persio: “He roto mis ligaduras, diréis. Pero ¿acaso el perro que tras prolongados esfuerzos logra escapar, no lleva al pescuezo su cadena?”. Y es que el tema del exilio y el éxodo, lejos de ser nuevo, no ha dejado de inquietar a los hombres de todos los tiempos.
Una prueba reciente lo constituye El león y la domadora, del dramaturgo cubano Antonio Orlando Rodríguez, que, con montaje de Mapa Teatro, hace parte de las obras coproducidas por el VI Festival Iberoamericano de Teatro Bogotá. 
Dos personajes, emigrantes y soñadores se marchan de su tierra en busca de prosperidad y fortuna, pero como toda expatriación regida por un sueño, sus vidas se debaten desde el principio entre la realidad de lo que abandonaron y la quimera de lo que puede ser. Necesitan una salida para el interrogante y el teatro se ofrece como tierra de asilo, la carpa de circo como ciudad-refugio para el cultivo secreto de la ilusión. Pero ya nos había advertido Kavafis que “siempre llegarás a la misma ciudad. / En otro lugar no pongas tu esperanza, / no hay barco para ti, no hay camino…”, y los personajes tendrán que buscar la respuesta en el camino que conduce hacia ellos mismos.